# N-アセチルガラクトサミン
N-アセチルガラクトサミン（N-アセチル-D-ガラクトサミン、GalNAc）は、ガラクトースから誘導された単糖である。

## 機能
ヒトでは、A型の抗原を形成する末端の炭水化物である。
N-アセチルガラクトサミンは、細胞間伝達に必要であり、ヒトと動物両方の感覚神経構造に集約されている。